# Тиктум, Дэн
Дэниэл Тиктум (англ. Daniel Ticktum; род. 8 июня 1999 года в Лондоне) — британский автогонщик, двукратный победитель Гран-при Макао, а также вице-чемпион Европейской Формулы-3. Сейчас выступает в Формуле-2 за команду Carlin. Ранее состоял в программе Red Bull Junior Team, но покинул её в 2019 году. Бывший пилот по развитию команды Williams в Формуле-1.

## Карьера
Тиктум родился в Лондоне, начал заниматься картингом с восьми лет и достиг успеха, став вторым в национальном чемпионате 2010 года. Дальнейшая карьера в картинге складывалась хорошо, и он смог взять ещё несколько титулов в Великобритании. Позже он выступал уже на международном уровне, где также показывал хорошие результаты. Примечательно, что он выиграл KFJ Andrea Margutti Trophy, турнир, среди победителей которого значатся такие звёзды Формулы-1 как Джанкарло Физикелла, Роберт Кубица и Даниил Квят.

### Формула MSA и запрет на выступления
В 2015 году Тиктум начал выступления в Формуле MSA с командой Fortec Motorsports. Он лидировал после первых этапов чемпионата, однако ключевой момент сезона случился на трассе Сильверстоун, где он намеренно обогнал несколько болидов при активной машине безопасности, чтобы протаранить Рикки Колларда, одного из своих конкурентов. В результате, Тиктум получил запрет на выступления в автоспорте на два года, один из которых был условным. Из-за запрета на выступления, он не смог продолжить борьбу за титул и занял лишь шестое место в своём первом сезоне на формульных болидах.
В конце 2016 года Дэн Тиктум вернулся в автоспорт, приняв участие в заключительной части сезона европейской Формулы-3. Он выступил за Carlin на этапе в Хоккенхайме, однако очков не набрал. Позже он впервые выступил на Гран-при Макао с командой Double R Racing, однако финишировать не смог.

### Формула-Рено
В январе 2017 года Тиктум присоединился к программе Red Bull Junior Team. После этого он принял участие в Еврокубке Формулы-Рено 2.0 за команду Arden International. Он добился одной победы на Хунгароринге, а сезон закончил на седьмом месте.

### GP3
Под конец 2017 года, Тиктум присоединился к чемпионату GP3. Он дебютировал в Монце в составе команды DAMS. На заключительном этапе сезона в Абу-Даби Дэниэл приехал на свой первый в этом чемпионате подиум, однако это была его последняя гонка в GP3. Включившись в чемпионат лишь на последних этапах, Дэн Тиктум занял одиннадцатое место в личном зачёте.

### Европейская Формула-3
В ноябре 2017 Тиктум вновь принял участие в Гран-при Макао, на этот раз он представлял команду Motopark, и сумел одержать победу после аварии между лидировавшими Фердинандом Габсбургом и Серхио Сетте Камарой на последнем повороте гонки. Через год Дэн повторил это достижение.
В декабре 2017 года было объявлено, что Тиктум будет участвовать в сезоне 2018 года Европейской Формулы-3. В этом турнире он продолжил выступать за команду Motopark. Первое время Дэн имел серьёзные шансы на титул, однако во второй половине сезона стал значительно уступать пилотам Prema Мику Шумахеру, сыну легендарного Михаэля, и Роберту Шварцману. В итоге Тиктум закончил сезон вторым, проиграв Шумахеру пятьдесят семь очков, но опередив Шварцмана всего на четырнадцать.
После окончания сезона Ф3, Тиктум получил возможность выступить за BWT Arden в Формуле-2 на последнем этапе в Абу-Даби, заменив Макси Гюнтера. Очков набрать не смог.

### Супер-Формула
Тиктум участвовал в двух сезонах чемпионата Супер-Формулы, оба раза он выступал за Team Mugen. В первом сезоне он провёл две гонки, но не смог набрать ни одного очка. Второй раз он участвовал в чемпионате с самого начала, однако потерял место в команде одновременно с исключением из программы Red Bull Junior Team. Он успел набрать только одно очко.

### ФИА Формула-2
В декабре 2019 года стало известно, что Тиктум станет пилотом команды DAMS в Формуле-2 на сезон 2020 года. Примечательно, что этот коллектив выиграл командный зачёт в сезоне 2019, а представлявший его Николас Латифи какое-то время вёл борьбу за чемпионство, которую проиграл и занял второе место. По итогам сезона занял 11-е место, набрав 96,5 очков, 4 раза поднявшись на подиум, в том числе одержал одну победу в спринте на первом этапе в Сильверстоуне.
В сезоне 2021 года Дэн перешел из команды DAMS в команду Carlin, с которой смог добыть победы во втором спринте на этапе в Монако после дисквалификации Лиама Лоусона и в спринте в Сочи. Всего Дэн за сезон семь раз поднимался на подиум и занял четвёртое место.

### Формула-1
В январе 2017 присоединился к Red Bull Junior Team, однако был исключен из неё в 2019 году. В декабре 2019 года стал членом Williams Driver Academy. В августе 2021 года был оттуда исключен. Предполагается, что это было сделано после того, как Тиктум оскорбительно высказался в сторону Николаса Латифи, основного гонщика команды, в социальных сетях, однако сам Дэн это опроверг.

### Формула E
25 ноября 2021 года было объявлено, что Дэн подписал контракт с командой NIO 333 на участие в Формуле E в сезоне 2021/22, где станет напарником Оливера Терви. Вместе с командой принял участие в предсезонных тестах на трассе имени Рикардо Тормо.

## Результаты выступлений
| Сезон   | Серия                                      | Команда               | Гонки              | Победы             | Поулы              | Л/круги            | Подиумы            | Очки               | Место              |
| ------- | ------------------------------------------ | --------------------- | ------------------ | ------------------ | ------------------ | ------------------ | ------------------ | ------------------ | ------------------ |
| 2015    | Формула MSA                                | Fortec Motorsports    | 27                 | 3                  | 3                  | 5                  | 10                 | 242                | 6                  |
| 2015    | Еврокубок Формулы-Рено 2.0                 | Koiranen GP           | 2                  | 0                  | 0                  | 0                  | 0                  | 0                  | НК†                |
| 2015    | Североевропейский кубок Формулы-Рено 2.0   | Koiranen GP           | 4                  | 0                  | 0                  | 0                  | 0                  | 41                 | 23                 |
| 2016    | Европейская Формула-3                      | Carlin                | 3                  | 0                  | 0                  | 0                  | 0                  | 0                  | НК†                |
| 2016    | Осенний кубок британской Формулы-3         | Double R Racing       | 3                  | 1                  | 0                  | 1                  | 2                  | 59                 | 4                  |
| 2016    | Гран-при Макао                             | Double R Racing       | 1                  | 0                  | 0                  | 0                  | 0                  | Н/Д                | НФ                 |
| 2016-17 | MRF Challenge Formula 2000                 | MRF Racing            | 4                  | 0                  | 0                  | 0                  | 1                  | 41                 | 11                 |
| 2017    | Еврокубок Формулы-Рено 2.0                 | Arden International   | 23                 | 1                  | 1                  | 2                  | 3                  | 134                | 7                  |
| 2017    | Североевропейский кубок Формулы-Рено 2.0   | Arden International   | 5                  | 0                  | 0                  | 0                  | 1                  | 0                  | НК†                |
| 2017    | GP3                                        | DAMS                  | 5                  | 0                  | 0                  | 1                  | 1                  | 34                 | 11                 |
| 2017    | Гран-при Макао                             | Motopark              | 1                  | 1                  | 0                  | 0                  | 1                  | Н/Д                | 1                  |
| 2018    | Европейская Формула-3                      | Motopark              | 30                 | 4                  | 5                  | 1                  | 8                  | 308                | 2                  |
| 2018    | Гран-при Макао                             | Motopark              | 1                  | 1                  | 1                  | 1                  | 1                  | Н/Д                | 1                  |
| 2018    | Супер-Формула                              | Team Mugen            | 2                  | 0                  | 0                  | 0                  | 0                  | 0                  | 19                 |
| 2018    | ФИА Формула-2                              | BWT Arden             | 2                  | 0                  | 0                  | 0                  | 0                  | 0                  | 23                 |
| 2019    | Супер-Формула                              | Team Mugen            | 3                  | 0                  | 0                  | 0                  | 0                  | 1                  | 20                 |
| 2019    | Зимний чемпионат азиатской Ф3              | Dragon Hitech GP      | 6                  | 0                  | 2                  | 0                  | 1                  | 38                 | 9                  |
| 2019    | Региональный европейский чемпионат формулы | Van Amersfoort Racing | 6                  | 0                  | 0                  | 0                  | 2                  | 64                 | 9                  |
| 2019    | Гран-при Макао                             | Carlin Buzz Racing    | 1                  | 0                  | 0                  | 0                  | 0                  | Н/Д                | 13                 |
| 2020    | ФИА Формула-2                              | DAMS                  | 24                 | 1                  | 0                  | 2                  | 4                  | 96,5               | 11                 |
| 2020    | Формула-1                                  | Williams Racing       | Гонщик по развитию | Гонщик по развитию | Гонщик по развитию | Гонщик по развитию | Гонщик по развитию | Гонщик по развитию | Гонщик по развитию |
| 2021    | ФИА Формула-2                              | Carlin                | 23                 | 2                  | 0                  | 1                  | 7                  | 159,5              | 4                  |
| 2021    | Формула-1                                  | Williams Racing       | Гонщик по развитию | Гонщик по развитию | Гонщик по развитию | Гонщик по развитию | Гонщик по развитию | Гонщик по развитию | Гонщик по развитию |

† Тиктум участвовал в соревновании по приглашению, поэтому ему не начислялись очки чемпионата.

### Европейская Формула-3
| Сезон | Команда  | Двигатель  | 1      | 2         | 3       | 4     | 5          | 6       | 7       | 8          | 9       | 10      | 11      | 12         | 13       | 14      | 15      | 16    | 17      | 18      | 19      | 20      | 21      | 22      | 23      | 24      | 25      | 26        | 27      | 28       | 29       | 30       | Место | Очки |
| ----- | -------- | ---------- | ------ | --------- | ------- | ----- | ---------- | ------- | ------- | ---------- | ------- | ------- | ------- | ---------- | -------- | ------- | ------- | ----- | ------- | ------- | ------- | ------- | ------- | ------- | ------- | ------- | ------- | --------- | ------- | -------- | -------- | -------- | ----- | ---- |
| 2016  | Carlin   | Volkswagen | ЛЕК 1  | ЛЕК 2     | ЛЕК 3   | ХУН 1 | ХУН 2      | ХУН 3   | ПО 1    | ПО 2       | ПО 3    | РБР 1   | РБР 2   | РБР 3      | НОР 1    | НОР 2   | НОР 3   | ЗАН 1 | ЗАН 2   | ЗАН 3   | СПА 1   | СПА 2   | СПА 3   | НЮР 1   | НЮР 2   | НЮР 3   | ИМО 1   | ИМО 2     | ИМО 3   | ХОК 1 13 | ХОК 2 20 | ХОК 3 14 | НК*   | 0    |
| 2018  | Motopark | Volkswagen | ПО 1 3 | ПО 2 Сход | ПО 3 5‡ | ХУН 1 | ХУН 2 Сход | ХУН 3 2 | НОР 1 4 | НОР 2 Сход | НОР 3 1 | ЗАН 1 5 | ЗАН 2 6 | ЗАН 3 Сход | СПА 1 13 | СПА 2 1 | СПА 3 5 | СИЛ 1 | СИЛ 2 8 | СИЛ 3 6 | МИЗ 1 6 | МИЗ 2 4 | МИЗ 3 4 | НЮР 1 3 | НЮР 2 3 | НЮР 3 4 | РБР 1 8 | РБР 2 17† | РБР 3 4 | ХОК 1 5  | ХОК 2 7  | ХОК 3 4  | 2     | 308  |

† Пилот не финишировал в гонке, но был классифицирован как завершивший более 90 % её дистанции.

* Тиктум участвовал в соревновании по приглашению, поэтому ему не начислялись очки чемпионата.

‡ Получил половину очков из-за того, что закончил менее 75 % гоночной дистанции.

### GP3
| Сезон | Команда | 1       | 2       | 3       | 4       | 5       | 6       | 7       | 8       | 9       | 10      | 11         | 12        | 13        | 14           | 15        | 16        | Место | Очки |
| ----- | ------- | ------- | ------- | ------- | ------- | ------- | ------- | ------- | ------- | ------- | ------- | ---------- | --------- | --------- | ------------ | --------- | --------- | ----- | ---- |
| 2017  | DAMS    | КАТ ГОН | КАТ СПР | РБР ГОН | РБР СПР | СИЛ ГОН | СИЛ СПР | ХУН ГОН | ХУН СПР | СПА ГОН | СПА СПР | МНЦ ГОН 13 | МНЦ СПР О | ХЕР ГОН 4 | ХЕР СПР Сход | ЯСМ ГОН 4 | ЯСМ СПР 3 | 11    | 34   |

### Супер-Формула
| Сезон | Команда    | 1     | 2        | 3        | 4      | 5   | 6   | 7   | Место | Очки |
| ----- | ---------- | ----- | -------- | -------- | ------ | --- | --- | --- | ----- | ---- |
| 2018  | Team Mugen | СУЗ   | АУТ      | СУГ Сход | ФУД 11 | МОТ | ОКА | СУЗ | 19    | 0    |
| 2019  | Team Mugen | СУЗ 8 | АУТ Сход | СУГ 15   | ФУД    | МОТ | ОКА | СУЗ | 20    | 1    |

### ФИА Формула-2
| Сезон | Команда   | 1          | 2             | 3          | 4          | 5          | 6            | 7          | 8          | 9           | 10         | 11         | 12         | 13            | 14          | 15        | 16          | 17         | 18         | 19         | 20         | 21          | 22          | 23         | 24           | Место | Очки  |
| ----- | --------- | ---------- | ------------- | ---------- | ---------- | ---------- | ------------ | ---------- | ---------- | ----------- | ---------- | ---------- | ---------- | ------------- | ----------- | --------- | ----------- | ---------- | ---------- | ---------- | ---------- | ----------- | ----------- | ---------- | ------------ | ----- | ----- |
| 2018  | BWT Arden | БАХ ГОН    | БАХ СПР       | БАК ГОН    | БАК СПР    | КАТ ГОН    | КАТ СПР      | МОН ГОН    | МОН СПР    | ЛЕК ГОН     | ЛЕК СПР    | РБР ГОН    | РБР СПР    | СИЛ ГОН       | СИЛ СПР     | ХУН ГОН   | ХУН СПР     | СПА ГОН    | СПА СПР    | МНЦ ГОН    | МНЦ СПР    | СОЧ ГОН     | СОЧ СПР     | ЯСМ ГОН 11 | ЯСМ СПР Сход | 23    | 0     |
| 2020  | DAMS      | РБР1 ГОН 5 | РБР1 СПР 3    | РБР2 ГОН 8 | РБР2 СПР 2 | ХУН ГОН 9  | ХУН СПР НКЛ  | СИЛ1 ГОН 8 | СИЛ1 СПР 1 | СИЛ2 ГОН 15 | СИЛ2 СПР 7 | КАТ ГОН 9  | КАТ СПР 10 | СПА ГОН 6     | СПА СПР 10  | МНЦ ГОН 7 | МНЦ СПР ДСК | СПА ГОН 17 | СПА СПР 17 | СОЧ ГОН 10 | СОЧ СПР 8‡ | БАХ1 ГОН 9  | БАХ1 СПР 12 | БАХ2 ГОН 8 | БАХ2 СПР 3   | 11    | 96,5  |
| 2021  | Carlin    | БАХ СПР1 8 | БАХ СПР2 Сход | БАХ ГОН 2  | МОН СПР1 6 | МОН СПР2 1 | МОН ГОН Сход | БАК СПР1 2 | БАК СПР2 6 | БАК ГОН 8   | СИЛ СПР1 8 | СИЛ СПР2 3 | СИЛ ГОН 2  | МНЦ СПР1 Сход | МНЦ СПР2 11 | МНЦ ГОН 3 | СОЧ СПР1 1  | СОЧ СПР2 О | СОЧ ГОН 5  | ДЖИ СПР1 7 | ДЖИ СПР2 4 | ДЖИ ГОН 10‡ | ЯСМ СПР1 6  | ЯСМ СПР2 4 | ЯСМ ГОН 6    | 4     | 159,5 |

‡ Получил половину очков из-за того, что закончил менее 75 % гоночной дистанции.